# کلیتون ماچادو دوس سانتوس
کلیتون ماچادو دوس سانتوس (به پرتغالی: Claiton Machado dos Santos) مدافع اهل برزیل است که در شهر Santa Helena de Goiás و در تاریخ ۷ سپتامبر ۱۹۸۴ به دنیا آمده‌است.
کلیتون ماچادو دوس سانتوس در تیم‌های فوتبال بولونیا سابقهٔ حضور دارد.